# Maschinenmensch
Il Maschinenmensch (lett. "uomo macchina"), anche conosciuto come falsa Maria e HEL è un personaggio immaginario del romanzo Metropolis di Thea von Harbou, del 1926 e dell'omonimo adattamento cinematografico del 1927 diretto dal marito Fritz Lang.
Il Maschinenmensch è un androide creato dal dottor C. A. Rotwang e viene usato per sopprimere ogni tentativo di ribellione da parte degli operai nella città di Metropolis sotto le mentite spoglie della profeta Maria. Ciononostante, le azioni del robot portano a un'insurrezione e una conseguente distruzione della città.
Il Maschinenmensch è tra i più celebri robot della fantascienza e ha ispirato altre opere dello stesso filone. Nella trasposizione cinematografica il personaggio è impersonato da Brigitte Helm.

## Biografia del personaggio
Il Maschinenmensch è un androide creato da C. A. Rotwang, lo scienziato ideatore delle tecnologie della città di Metropolis. Soffrendo la morte di parto di Hel, la donna da lui amata ma che lo respinse, scegliendo al suo posto Johann "Joh" Fredersen, l'imprenditore-dittatore a capo della città, Rotwang spera di "riportarla in vita" dando alla macchina le sue sembianze. Tuttavia, Joh, temendo un'imminente scoppio di una rivolta degli operai, costretti a lavorare fino allo sfinimento, fa rapire la loro profeta Maria per dare al robot, attraverso un marchingegno ad onde magnetiche, le sembianze di lei, nel tentativo di controllare i malumori degli operai. Con le nuove sembianze di Maria, il robot viene inviato nel postribolo di alto bordo di Yoshiwara per intrattenere il pubblico maschile. Successivamente raggiunge i poveri della città radunati nel sottosuolo e incita questi alla rivolta contro la classe vigente, contro le aspettative di Joh; essendo un antico rivale in amore di quest'ultimo, Rotwang ha usato il robot per vendicarsi e distruggere la città. Nel corso della ribellione, gli operai diffondono il caos a Metropolis, distruggendo le macchine e facendo allagare il sottosuolo; la falsa Maria, raggiunge il generatore della città, sovraccaricandolo e facendolo esplodere. Grazie alle parole del capo-operaio Grot, gli operai cessano la ribellione e si sentono in colpa per aver coinvolto degli innocenti. Decidono quindi di vendicarsi contro la finta Maria, la principale responsabile dei tumulti nella città. Questi raggiungono la Maria impostora, la quale viene legata a un palo e incendiata, rivelando così la sua vera forma metallica sotto gli occhi sconcertati dei presenti.

## Descrizione

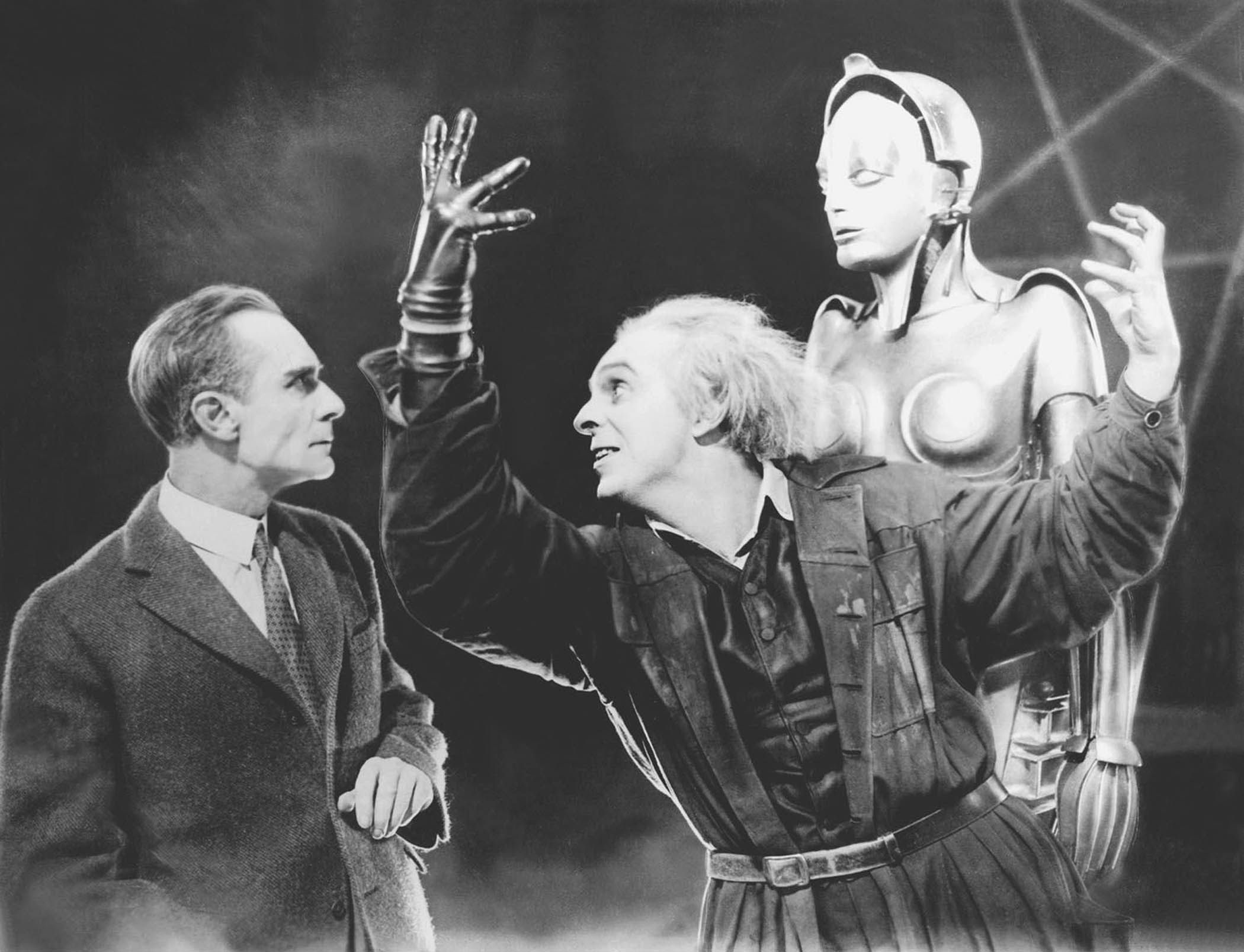
Joh Fredersen, Rotwang e il Maschinenmensch

Il Maschinenmensch è uno dei primi e più famosi robot della storia del cinema nonché il primo apparso in un blockbuster cinematografico. Primo robot con le fattezze di un nudo femminile, il Maschinenmensch è interamente ricoperto da un'armatura dorata e una maschera che richiama quella funeraria di Tutankhamon, la quale venne scoperta cinque anni prima dell'uscita del film. Secondo qualcuno, l'aspetto del personaggio suggerisce un senso di sterilità e di pericolo.
Si tratta della controparte malvagia del personaggio di Maria. Laddove quest'ultima rappresenta la figura profetica e benevola memore della Vergine Maria, il Maschinenmensch è un esempio di femme fatale, nonché un simbolo della lussuria e il male, come sottolinea il pentagramma visibile nella scena della sua trasformazione. Se la prima incarna molti attributi propri della femminilità, come quelli della madre affettuosa, la seconda rappresenta attributi maschili quali la forza bruta e l'aggressività. La storica Patricia Mellencamp trova una correlazione tra la donna-robot e il concetto di kunstfigur, a cui era particolarmente legato l'artista Oskar Schlemmer e che affonda le radici nella letteratura gotica tedesca.
Secondo quanto scrive Martha P. Nochimson nel suo World on Film, la presenza di tre "Maria", ovvero quella autentica, il Maschinenmensch e quest'ultimo sotto mentite spoglie, «può (e deve) essere compresa dalla prospettiva della Germania dell'epoca come un ritratto della situazione catastrofica di cui soffriva la classe operaia nel periodo in cui Fritz Lang diresse il film».

## Sviluppo
Il Maschinenmensch è impersonato da Brigitte Helm, che interpreta anche la vera Maria e all'epoca delle riprese aveva diciassette anni. L'armatura da lei indossata venne concepita da Walter Schulze-Mittendorff (1893-1976) e il suo calco realizzato facendo stare Helm in piedi. 
Stando alle testimonianze di Rudolf Klein-Rogge, l'attore che interpreta Rotwang nel film, la corazza era stretta e limitante e arrecava dei graffi a Helm nonostante i tentativi degli addetti alle scene di renderla più pratica e meno dolorosa. Lo scenografo della pellicola Erich Kettelhut affermò che, per realizzare la scena della trasformazione del robot, venne posizionata tra Helm e la telecamera una lastra di vetro. La sagoma dell'androide e del trono sul quale era seduto vennero accuratamente disegnati su un pezzo di compensato da usare come mascherino e servendosi di due luci al neon circolari di un diametro corrispondente alla sagoma del mascherino. Coprendo la lastra di vetro con del grasso e filmando le luci in movimento attraverso di essa, venne ricreata l'illusione di un cerchio di luce che si muoveva su e giù. Fritz Lang fece girare la scena così tante volte che Helm, provata, gli chiese perché avrebbe dovuto interpretare quel ruolo quando nessuno avrebbe potuto sapere chi vi era dentro il costume. Lang rispose: «io (invece) lo saprei».

## Accoglienza
Il Maschinenmensch è uno dei più celebri robot del cinema di fantascienza. Secondo Open Culture, la donna robot di Metropolis è un'androide ancora più iconico di Data di Star Trek, HAL 9000 di 2001: Odissea nello spazio e WALL•E del film omonimo tutti messi insieme. Peter Bradshaw di The Guardian definì il Maschinenmensch una «brillante erotizzazione e feticizzazione della tecnologia moderna».
Nel 2006 il personaggio venne inserito nella Robot Hall of Fame.

## Impatto culturale

### Nel cinema
L'estetica del Maschinenmensch ispirò altri personaggi della fantascienza tra cui C-3PO di Guerre stellari e i Replicanti di Blade Runner. La famosa scena della trasformazione del Maschinenmensch nella falsa Maria ispirò altri film, come conferma ad esempio la sequenza iniziale di  A.I. - Intelligenza artificiale di Steven Spielberg con l'androide Sheila.

### Altri ambiti
L'armatura del personaggio fu fonte di ispirazione per gli abiti di Thierry Mugler e l'estetica di molte celebrità del pop, tra cui George Michael, Kylie Minogue, Beyoncé e Lady Gaga.
Diverse istituzioni espongono delle repliche dell'androide tra cui il Carnegie Science Center di Pittsburgh, la Cinémathèque française di Parigi e il museo della scienza di Londra.